# MikMod
MikMod是一个tracker文件播放器，起初由Jean-Paul Mikkers编写，支持许多格式，如MOD，S3M，IT与XM。MikMod是分成两个部分；前端称为MikMod，函数库则称为libmikmod。

## 前端
前端使用ncurses以显示其内容，而其功能皆受键盘控制。目录，随机播放，module文件内的查寻，都支持。前端也能显示音量条，用着的sample，和文件细节，如作者与信息。较新版本也有主题。

## libmikmod
MikMod使用函数库libmikmod以播放音乐。libmikmod能输出到基础的播放音乐计算机结构，例如ALSA，ESD，以及网络协议和某些原始音频格式。由于其积木式设计，扩充功能和新格式并不难加入。因为其应用程序接口强力而容易，libmikmod受游戏开发函数库的广泛支持；某些媒体播放器也有libmikmod的插件。
Libmikmod能播放通过ZIP，LHA等压缩的档案。有些更先进的特性包括周围混频和内推法。

## 历史
MikMod起初是于1992年，由Jean-Paul Mikkers编写的；最先用于DOS。由于其ANSI C原代码容易移植，MikMod很受欢迎。1995年年末，Jean-Paul发布了他最后的MikMod版本，但是此计划，人家有继续。Steve McIntyre创造了MikMod的Unix版本；Jake Stine有负责主要更新和版本3.0的产生。Frank Loemker创造了MikMod的核心函数库，也作为一段时间的Unix维护者，后来被Miodrag Vallat取代。但是在2002年，Miodrag不够时间，因此其开发停了大约两年。此后，Raphaël Assénat决定了继续进行此计划。
Mikkers享有原始MikMod原代码的版权；原代码却可仍然自由散布，修改。后来，Mikkers将原代码在不正式的许可证下再发布。Miodrag Vallat成为原代码维护者时，决定libmikmod的原代码应该配LGPL，而播放器的则该配GPL。在另一方面，MikMod for Java仍维持原始可视为BSD式许可证的不正是许可证。
自2007年6月起，此计划似乎静止了；其CVS仓库里的原代码很少更新。

## 受支持的格式
- 669 (Composer 669，Unis 669)
- AMF (DSMI Advanced Module Format)
- AMF (ASYLUM Music Format V1.0)
- APUN (APlayer)
- DSM（DSIK内部格式）
- FAR (Farandole Composer)
- GDM (General DigiMusic)
- GT2 (Graoumf tracker)
- IT（Impulse Tracker）
- IMF (Imago Orpheus)
- MOD（15和31个乐器）
- MED (OctaMed)
- MTM（MultiTracker Module编辑器）
- OKT (Amiga Oktalyzer)
- S3M（Scream Tracker）
- STM（Scream Tracker）
- STX (Scream Tracker Music Interface Kit)
- ULT（Ultra Tracker）
- UNI（MikMod内部格式）
- XM（FastTracker, Milkytracker）